# Rakuten Japan Open Tennis Championships 2014
Rakuten Japan Open Tennis Championships 2014 byl tenisový turnaj pořádaný jako součást mužského okruhu ATP World Tour, který se hrál na otevřených dvorcích s tvrdým povrchem areálu s centrálním kurtem Ariake Coliseum. Probíhal mezi 29. zářím až 5. říjnem 2014 v japonské metropoli Tokiu jako 42. ročník turnaje.
Turnaj s rozpočtem 1 373 420 dolarů patřil do kategorie ATP World Tour 500. Nejvýše nasazeným hráčem ve dvouhře se stal čtvrtý tenista světa Stan Wawrinka ze Švýcarska, jenž vypadl již v prvním kole s Tacumou Item. Singlovou soutěž podruhé vyhrál japonský tenista Kei Nišikori. Potřetí v řadě odešel z finále poražen Milos Raonic. Ve čtyřhře triumfovala francouzsko-polská dvojice Pierre-Hugues Herbert a Michał Przysiężny.

## Distribuce bodů a finančních odměn

### Distribuce bodů
| Soutěž  | vítězové | finalisté | semifinalisté | čtvrtfinalisté | 16 v kole | 32 v kole | Q  | Q2 | Q1 |
| ------- | -------- | --------- | ------------- | -------------- | --------- | --------- | -- | -- | -- |
| dvouhra | 500      | 300       | 180           | 90             | 45        | 0         | 20 | 10 | 0  |
| čtyřhra | 500      | 300       | 180           | 90             | 0         |           |    |    |    |

### Finanční odměny
| Soutěž                   | vítězové | finalisté | semifinalisté | čtvrtfinalisté | 16 v kole | 32 v kole | Q2   | Q1   |
| ------------------------ | -------- | --------- | ------------- | -------------- | --------- | --------- | ---- | ---- |
| dvouhra                  | $296 850 | $133 830  | $63 395       | $30 580        | $15 600   | $8 580    | $965 | $535 |
| čtyřhra                  | $87 700  | $39 550   | $18 650       | $9 020         | $4 630    |           |      |      |
| ve čtyřhře částky na pár |          |           |               |                |           |           |      |      |

## Dvouhra

### Nasazení hráčů
| Země                         | Hráč                  | ATP | Nasazení |
| ---------------------------- | --------------------- | --- | -------- |
| Švýcarsko                    | Stan Wawrinka         | 4.  | 1.       |
| Španělsko                    | David Ferrer          | 5.  | 2.       |
| Kanada                       | Milos Raonic          | 6.  | 3.       |
| Japonsko                     | Kei Nišikori          | 8.  | 4.       |
| Francie                      | Jo-Wilfried Tsonga    | 12. | 5.       |
| Španělsko                    | Roberto Bautista Agut | 17. | 6.       |
| Jižní Afrika                 | Kevin Anderson        | 19. | 7.       |
| Ukrajina                     | Alexandr Dolgopolov   | 23. | 8.       |
| Žebříček ATP k 22. září 2014 |                       |     |          |

### Jiné formy účasti na turnaji
Následující hráči obdrželi divokou kartu do hlavní soutěže:
- Taró Daniel
- Tacuma Itó
- Go Soeda

Následující hráči postoupili z kvalifikace:
- Pierre-Hugues Herbert
- Hiroki Morija
- Michał Przysiężny
- Rajeev Ram

### Odhlášení
před začátkem turnaje
- Juan Martín del Potro (wrist injury)
- Lleyton Hewitt
- Gaël Monfils
- Benoît Paire
- Radek Štěpánek

### Skrečování
- Roberto Bautista Agut (natažení stehenního kvadricepsu)
- Jarkko Nieminen (poranění kyčle)
- Édouard Roger-Vasselin (vyčerpání)

## Čtyřhra

### Nasazení párů
| Země                                                                                   | Hráč              | Země          | Hráč          | ATP | Nasazení |
| -------------------------------------------------------------------------------------- | ----------------- | ------------- | ------------- | --- | -------- |
| Spojené státy                                                                          | Bob Bryan         | Spojené státy | Mike Bryan    | 2.  | 1.       |
| Chorvatsko                                                                             | Ivan Dodig        | Brazílie      | Marcelo Melo  | 13. | 2.       |
| Španělsko                                                                              | Marcel Granollers | Španělsko     | Marc López    | 23. | 3.       |
| Spojené státy                                                                          | Eric Butorac      | Jižní Afrika  | Raven Klaasen | 42. | 4.       |
| Žebříček ATP k 22. září 2014; číslo je součtem žebříčkového postavení obou členů páru. |                   |               |               |     |          |

### Jiné formy účasti
Následující páry obdržely divokou kartu do hlavní soutěže:
- Tacuma Itó /  Go Soeda
- Kei Nišikori /  Jasutaka Učijama

Následující páry postoupily do hlavní soutěže z kvalifikace:
- Jamie Delgado /  Gilles Müller
  -  Pierre-Hugues Herbert /  Michał Przysiężny – jako šťastní poražení

### Odhlášení
před začátkem turnaje
- Jo-Wilfried Tsonga (žaludeční nevolnost)

v prlběhu turnaje
- Kei Nišikori (poranění kyčle)

## Přehled finále

### Mužská dvouhra
- Kei Nišikori vs.  Milos Raonic, 7–6(7–5), 4–6, 6–4

### Mužská čtyřhra
- Pierre-Hugues Herbert /  Michał Przysiężny vs.  Ivan Dodig /  Marcelo Melo, 6–3, 6–7(3–7), [10–5]